# Prvi razred 1924-1925
La Prvi razred 1924./25. (in lingua italiana prima classe 1924-25), in cirillico Први разред 1924./25., fu la sesta edizione della massima divisione delle varie sottofederazioni (podsaveze) in cui era diviso il sistema calcistico del Regno dei Serbi, Croati e Sloveni.
Le vincenti accedevano al Državno prvenstvo 1925 (campionato nazionale) per designare la squadra campione.

## Sottofederazioni
È rimasto invariato il numero (7) delle sottofederazioni rispetto alla stagione precedente.
| Città    | Sottofederazione               | Vincitrice ed ammessa al campionato nazionale |
| -------- | ------------------------------ | --------------------------------------------- |
| Lubiana  | Ljubljanski nogometni podsavez | Ilirija                                       |
| Zagabria | Zagrebački nogometni podsavez  | Građanski Zagabria                            |
| Osijek   | Osječki nogometni podsavez     | Slavija Osijek                                |
| Subotica | Subotički nogometni podsavez   | Bačka Subotica                                |
| Belgrado | Beogradski loptački podsavez   | Jugoslavija                                   |
| Sarajevo | Sarajevski nogometni podsavez  | SAŠK                                          |
| Spalato  | Splitski nogometni podsavez    | Hajduk Spalato                                |

### Lubiana
|                   | Pos. | Squadra          | Pt | G  | V  | N | P | GF | GS | QR     |
| ----------------- | ---- | ---------------- | -- | -- | -- | - | - | -- | -- | ------ |
|                   | 1.   | Ilirija          | 23 | 12 | 11 | 1 | 0 | 57 | 5  | 11,400 |
|                   | 2.   | Rapid Marburg    | 14 | 12 | 7  | 0 | 5 | 28 | 25 | 1,120  |
|                   | 3.   | Jadran Lubiana   | 12 | 12 | 5  | 2 | 5 | 18 | 27 | 0,666  |
|                   | 4.   | Hermes Lubiana   | 11 | 12 | 4  | 3 | 5 | 18 | 21 | 0,857  |
|                   | 5.   | Primorje Lubiana | 11 | 12 | 4  | 3 | 5 | 21 | 35 | 0,600  |
|                   | 6.   | 1.SŠK Maribor    | 9  | 12 | 4  | 1 | 7 | 20 | 32 | 0,625  |
|                   | 7.   | Celje            | 4  | 12 | 1  | 2 | 9 | 17 | 34 | 0,500  |
| Fonte: exyufudbal |      |                  |    |    |    |   |   |    |    |        |

|                   | Ili  | Rap  | Jad  | Her  | Pri  | Mar  | Cel  |
| ----------------- | ---- | ---- | ---- | ---- | ---- | ---- | ---- |
| Ilirija           | –––– | 10-0 | 2-0  | 5-1  | 9-0  | 9-1  | 3-2  |
| Rapid             | 0-2  | –––– | 5-0  | 1-0  | 4-3  | 3-0  | 3-0  |
| Jadran            | 0-5  | 3-2  | –––– | 2-1  | 2-1  | 3-1  | 3-1  |
| Hermes            | 1-3  | 2-1  | 1-1  | –––– | 3-1  | 2-1  | 4-1  |
| Primorje          | 0-6  | 3-1  | 1-1  | 0-0  | –––– | 3-2  | 2-1  |
| Maribor           | 0-3  | 0-4  | 3-1  | 2-0  | 4-4  | –––– | 3-0  |
| Celje             | 0-0  | 2-4  | 5-2  | 3-3  | 2-3  | 1-3  | –––– |
| Fonte: exyufudbal |      |      |      |      |      |      |      |

### Zagabria
|                   | Pos. | Squadra              | Pt | G | V | N | P | GF | GS | QR    |
| ----------------- | ---- | -------------------- | -- | - | - | - | - | -- | -- | ----- |
|                   | 1.   | Građanski Zagabria   | 16 | 8 | 8 | 0 | 0 | 36 | 6  | 6,000 |
|                   | 2.   | HAŠK Zagabria        | 9  | 8 | 4 | 1 | 3 | 23 | 13 | 1,769 |
|                   | 3.   | Concordia Zagabria   | 8  | 8 | 3 | 2 | 3 | 13 | 18 | 0,722 |
|                   | 4.   | Šparta Zagabria      | 4  | 8 | 2 | 0 | 6 | 11 | 28 | 0,392 |
|                   | 5.   | Željezničar Zagabria | 3  | 8 | 1 | 1 | 6 | 7  | 24 | 0,291 |
| Fonte: exyufudbal |      |                      |    |   |   |   |   |    |    |       |

|                   | Gra  | HAŠ  | Con  | Špa  | Žel  |
| ----------------- | ---- | ---- | ---- | ---- | ---- |
| Građanski         | –––– | 2-1  | 8-2  | 4-1  | 4-0  |
| HAŠK              | 1-2  | –––– | 1-1  | 2-1  | 4-3  |
| Concordia         | 1-3  | 2-1  | –––– | 3-0  | 2-0  |
| Šparta            | 0-8  | 2-7  | 4-1  | –––– | 2-1  |
| Željezničar       | 0-4  | 0-6  | 1-1  | 2-1  | –––– |
| Fonte: exyufudbal |      |      |      |      |      |

### Osijek
Il torneo iniziò con 5 partecipanti. Alla fine del girone d'andata, il Makabi sollecitò la ONP (Osječki nogometni podsavez) ad abolire la Drugi razred (la seconda classe), così nel girone di ritorno Makabi ed Amater si unirono alla Prvi razred, mentre il BŠK Belišće si trasferì nel torneo di Požega.
A fine torneo, il 16 giugno 1925, l'Amater, in grave crisi economica, si fuse con lo Slavija.
|                   | Pos. | Squadra          | Pt | G  | V  | N | P  | GF | GS | QR     |
| ----------------- | ---- | ---------------- | -- | -- | -- | - | -- | -- | -- | ------ |
|                   | 1.   | Slavija Osijek   | 22 | 12 | 10 | 2 | 0  | 58 | 4  | 14,500 |
|                   | 2.   | Hajduk Osijek    | 20 | 12 | 9  | 2 | 1  | 48 | 9  | 5,333  |
|                   | 3.   | Sloga Osijek     | 14 | 12 | 5  | 4 | 3  | 25 | 14 | 1,785  |
|                   | 4.   | Građanski Osijek | 11 | 12 | 5  | 1 | 6  | 22 | 20 | 1,100  |
|                   | 5.   | Amater Osijek    | 7  | 12 | 3  | 1 | 8  | 10 | 43 | 0,232  |
|                   | 6.   | Makabi Osijek    | 7  | 12 | 3  | 1 | 8  | 9  | 46 | 0,195  |
|                   | 7.   | OŠK Osijek       | 3  | 12 | 1  | 1 | 10 | 5  | 41 | 0,121  |
| Fonte: exyufudbal |      |                  |    |    |    |   |    |    |    |        |

|                   | Sla  | Haj  | Slo  | Gra  | Ama  | Mak  | OŠK  |
| ----------------- | ---- | ---- | ---- | ---- | ---- | ---- | ---- |
| Slavija           | –––– | 5-0  | 6-0  | 1-0  | 3-0  | 5-0  | 12-0 |
| Hajduk            | 1-1  | –––– | 1-0  | 5-0  | 8-0  | 11-1 | 6-0  |
| Sloga             | 1-1  | 2-2  | –––– | 0-0  | 5-0  | 0-0  | 5-0  |
| Građanski         | 2-3  | 0-2  | 3-0  | –––– | 3-2  | 2-1  | 4-1  |
| Amater            | 0-10 | 0-3  | 0-5  | 2-1  | –––– | 3-0  | 3-0  |
| Makabi            | 0-10 | 0-3  | 0-3  | 0-7  | 1-1  | –––– | 1-0  |
| OŠK               | 0-1  | 0-6  | 0-0  | 3-0  | 1-2  | 0-1  | –––– |
| Fonte: exyufudbal |      |      |      |      |      |      |      |

### Subotica
|                   | Pos. | Squadra        | Pt | G  | V | N | P | GF | GS | QR    |
| ----------------- | ---- | -------------- | -- | -- | - | - | - | -- | -- | ----- |
|                   | 1.   | Bačka Subotica | 20 | 14 | 8 | 4 | 2 | 35 | 9  | 3,888 |
|                   | 2.   | SAND Subotica  | 17 | 14 | 6 | 5 | 3 | 21 | 14 | 1,500 |
|                   | 3.   | SSU Sombor     | 16 | 13 | 7 | 2 | 4 | 25 | 13 | 1,923 |
|                   | 4.   | Amateur Sombor | 16 | 14 | 7 | 2 | 5 | 30 | 29 | 1,034 |
|                   | 5.   | KSC Kula       | 13 | 14 | 6 | 1 | 7 | 25 | 19 | 1,315 |
|                   | 6.   | SMTC Subotica  | 10 | 14 | 4 | 2 | 8 | 18 | 44 | 0,409 |
|                   | 7.   | Sport Subotica | 9  | 13 | 3 | 3 | 7 | 11 | 24 | 0,458 |
|                   | 8.   | ŽAK Subotica   | 7  | 14 | 1 | 5 | 8 | 14 | 26 | 0,538 |
| Fonte: exyufudbal |      |                |    |    |   |   |   |    |    |       |

|                   | Bač  | SAN  | Som  | Ama  | Kul  | SMT  | Spo  | ŽAK  |
| ----------------- | ---- | ---- | ---- | ---- | ---- | ---- | ---- | ---- |
| Bačka             | –––– | 0-0  | 4-0  | 9-0  | 2-1  | 3-1  | 7-1  | 1-1  |
| SAND              | 2-2  | –––– | 3-1  | 3-1  | 1-2  | 3-1  | 2-1  | 1-1  |
| Somborski         | 1-0  | ?    | –––– | 2-3  | 3-0  | 4-0  | ?    | 4-0  |
| Amateur           | ?    | 1-1  | 1-0  | –––– | 0-3  | 11-0 | 0-1  | 2-2  |
| Kula              | 0-0  | 1-0  | 0-2  | ?    | –––– | 7-2  | 3-0  | 3-1  |
| SMTC              | 0-3  | 1-4  | 1-1  | 2-3  | 2-1  | –––– | 1-0  | 1-0  |
| Sport             | 0-2  | 0-0  | 0-3  | 2-1  | 0-1  | 3-3  | –––– | 1-1  |
| ŽAK               | 0-1  | 0-1  | 2-2  | ?    | 3-1  | 1-3  | 1-2  | –––– |
| Fonte: exyufudbal |      |      |      |      |      |      |      |      |

### Belgrado
|                   | Pos. | Squadra            | Pt | G | V | N | P | GF | GS | QR    |
| ----------------- | ---- | ------------------ | -- | - | - | - | - | -- | -- | ----- |
|                   | 1.   | Jugoslavija        | 16 | 8 | 8 | 0 | 0 | 41 | 5  | 8,200 |
|                   | 2.   | BSK Belgrado       | 12 | 8 | 6 | 0 | 2 | 32 | 22 | 1,454 |
|                   | 3.   | Jedinstvo Belgrado | 6  | 8 | 3 | 0 | 5 | 7  | 21 | 0,333 |
|                   | 4.   | Jadran Belgrado    | 4  | 8 | 2 | 0 | 6 | 6  | 14 | 0,428 |
|                   | 5.   | Soko Belgrado      | 2  | 8 | 1 | 0 | 7 | 10 | 34 | 0,294 |
| Fonte: exyufudbal |      |                    |    |   |   |   |   |    |    |       |

|                   | Jug  | BSK  | Jed  | Jad  | Sok  |
| ----------------- | ---- | ---- | ---- | ---- | ---- |
| Jugoslavija       | –––– | 8-2  | 5-0  | 4-1  | 3-0  |
| BSK               | 1-6  | –––– | 4-0  | 3-1  | 7-1  |
| Jedinstvo         | 0-4  | 1-5  | –––– | 2-0  | 2-1  |
| Jadran            | 0-2  | 0-1  | 2-0  | –––– | 2-1  |
| Soko              | 1-9  | 5-9  | 0-2  | 1-0  | –––– |
| Fonte: exyufudbal |      |      |      |      |      |

### Sarajevo
Il Troja fu espulso, per decisione della federazione, per non conformità alle regole dell'attività all'inizio del 1925.
|                   | Pos. | Squadra         | Pt | G | V | N | P | GF | GS | QR     |
| ----------------- | ---- | --------------- | -- | - | - | - | - | -- | -- | ------ |
|                   | 1.   | SAŠK            | 14 | 7 | 7 | 0 | 0 | 46 | 3  | 15,333 |
|                   | 2.   | Sarajevski      | 8  | 7 | 4 | 0 | 3 | 17 | 11 | 1,545  |
|                   | 3.   | Hajduk Sarajevo | 8  | 7 | 4 | 0 | 3 | 16 | 16 | 1,000  |
|                   | 4.   | Šparta Sarajevo | 2  | 7 | 1 | 0 | 6 | 7  | 29 | 0,241  |
|                   | 5.   | Troja Sarajevo  | 0  | 4 | 0 | 0 | 4 | 1  | 28 | 0,035  |
| Fonte: exyufudbal |      |                 |    |   |   |   |   |    |    |        |

|                   | SAŠ  | Sar  | Haj  | Špa  | Tro  |
| ----------------- | ---- | ---- | ---- | ---- | ---- |
| SAŠK              | –––– | 4-0  | 7-1  | 8-0  | 7-1  |
| Sarajevski        | 0-3  | –––– | 2-0  | 2-0  | 11-0 |
| Hajduk            | 1-6  | 3-0  | –––– | 2-0  | 5-0  |
| Šparta            | 0-11 | 1-2  | 1-4  | –––– | 5-0  |
| Troja             | n.d. | n.d. | n.d. | n.d. | –––– |
| Fonte: exyufudbal |      |      |      |      |      |

### Spalato

#### Città
Questo gruppo era il "sottogruppo A" della I župa – Split i okolina (1ª parrocchia – Spalato e dintorni).
|                   | Pos. | Squadra           | Pt | G | V | N | P | GF | GS | QR     |
| ----------------- | ---- | ----------------- | -- | - | - | - | - | -- | -- | ------ |
|                   | 1.   | Hajduk Spalato    | 8  | 4 | 4 | 0 | 0 | 30 | 1  | 30,000 |
|                   | 2.   | Uskok Spalato     | 2  | 4 | 1 | 0 | 3 | 3  | 17 | 0,176  |
|                   | 3.   | RŠK Borac Spalato | 2  | 4 | 1 | 0 | 3 | 4  | 19 | 0,210  |
| Fonte: exyufudbal |      |                   |    |   |   |   |   |    |    |        |

| Partita           | And. | Rit. |
| ----------------- | ---- | ---- |
| Hajduk – Borac    | 11–1 | 5–0  |
| Hajduk – Uskok    | 11–0 | 3–0  |
| Uskok – Borac     | 3–0  | 0–3  |
| Fonte: exyufudbal |      |      |

#### Provincia
| Data                    | Partita                             | Ris. | Note                                         |
| ----------------------- | ----------------------------------- | ---- | -------------------------------------------- |
| SEMIFINALI PARROCCHIALI |                                     |      |                                              |
| 01.02.1925              | Jug Dubrovnik – Građanski Dubrovnik | 4–3  | III župa – Dubrovnik                         |
| 01.02.1925              | Primorac Kotor – Orjen Tivat        | 3–0  | IV župa – Boka Kotorska                      |
| FINALI PARROCCHIALI     |                                     |      |                                              |
| 25.03.1925              | Vis – Junak Sinj                    | 0–3  | Sottogruppo B della I župa – Split i okolina |
| 01.02.1925              | Biokovo Makarska – Zmaj Makarska    | 0–3  | II župa – Makarska                           |
| 15.02.1925              | GOŠK Gruž – Jug Dubrovnik           | 5–0  | III župa – Dubrovnik                         |
| 15.02.1925              | Primorac Kotor – Vihor Budva        | 3–0  | IV župa – Boka Kotorska                      |
| 01.02.1925              | Lovćen – Crnogorac                  | 4–0  | V župa – Cetinje                             |
| 01.02.1925              | Balšić – Crnojević Bar              | 3–0  | VI župa – Podgorica                          |
| SECONDO TURNO           |                                     |      |                                              |
| 01.03.1925              | GOŠK Gruž – Zmaj Makarska           | 3–0  |                                              |
| 01.03.1925              | Lovćen – Balšić                     | 1–0  | Semifinale del Montenegro                    |
| TERZO TURNO             |                                     |      |                                              |
| 15.03.1925              | Lovćen – Primorac Kotor             | 2–1  | Lovćen campione del Montenegro               |
| SEMIFINALI              |                                     |      |                                              |
| 29.03.1925              | GOŠK Gruž – Lovćen                  | 8–1  |                                              |
| 13.04.1925              | Hajduk Spalato – Junak Sinj         | 3–0  | Finale della I župa – Split i okolina        |
| FINALE                  |                                     |      |                                              |
| 26.04.1925              | Hajduk Spalato – GOŠK Gruž          | 9–0  | Hajduk qualificato al Državno prvenstvo 1925 |
| Fonte: exyufudbal       |                                     |      |                                              |